# Manfred Betsch
Manfred Betsch (ur. 11 lutego 1934 w Eupen, zm. 27 stycznia 1985 tamże) – belgijski samorządowiec i ogrodnik mniejszości niemieckiej, w latach 1981–1985 przewodniczący Rady Kulturowej/Parlamentu Niemieckojęzycznej Wspólnoty Belgii.

## Życiorys
Kształcił się i pracował w zawodzie ogrodnika, zajął się prowadzeniem własnej działalności w tym zakresie. Od 1977 lokalnym kierował stowarzyszeniem gospodarczym organizującym targi handlowe, działał także w organizacji Dzieło Kolpinga. Wstąpił do Partii Chrześcijańsko-Społecznej. Od 1973 do śmierci wchodził w skład Rady Kulturowej Niemieckojęzycznej Wspólnoty Belgii (przekształconej w 1984 w Parlament Niemieckojęzycznej Wspólnoty Belgii), kierując w niej frakcją PSC. Pełnił funkcję jej przewodniczącego od 1 grudnia 1981 aż do śmierci. W latach 1976–1982 pozostawał także radnym miejskim Eupen.